# Aad Muntz
Aad Muntz (Leiden, 5 november 1934 – Nunspeet, 6 juni 2012) was een Nederlands reclamemaker en bestuurder. Hij is de vader van presentator Rob Muntz.
Muntz kwam in 1969 in dienst bij verzekeraar Centraal Beheer. Hij was betrokken bij de ontwikkeling van de reclamecampagne Even Apeldoorn bellen, door reclamebureau Geudeker/Oerlemans in 1987. De verzekeringsmaatschappij gebruikt deze slogan sindsdien in haar campagnes. Van 1985 tot zijn pensioen in 1995 was hij directeur reclame en pr van Centraal Beheer. Hij werd in 1993 verkozen tot Reclameman van het Jaar en in datzelfde jaar verschenen zijn memoires Reclame en zo. Hierin liet hij zijn licht schijnen op verschillende marketingcampagnes. De reclames van Centraal Beheer wonnen diverse keren een Gouden Loeki. Muntz werd voor zijn bijdrage aan de sector benoemd tot officier in de Orde van Oranje-Nassau. Hij overleed op 77-jarige leeftijd.